# Martin Max
Martin Max est un ancien footballeur international allemand né le 7 août 1968 à Tarnowskie Góry. Il évoluait au poste d'attaquant.
Son fils, Philipp Max, est également footballeur professionnel.

## Biographie
Martin Max reçoit une sélection en équipe d'Allemagne : il s'agit d'une rencontre amicale disputée le 17 avril 2002 contre l'Argentine (défaite 0-1 à Stuttgart).
Martin Max dispute un total de 396 matchs en première division allemande, marquant 126 buts. Il réalise ses meilleures performances lors des saisons 1999-2000, 2001-2002 et 2003-2004, où il inscrit respectivement 19, 18 et 20 buts.
Au sein des compétitions européennes, Martin Max dispute 2 matchs en Ligue des champions (0 but), 23 matchs en Coupe de l'UEFA (7 buts), et 8 matchs en Coupe Intertoto (4 buts). Il remporte la Coupe de l'UEFA en 1997 avec le club de Schalke 04, en battant l'équipe italienne de l'Inter Milan en finale.

## Carrière
- 1989-1995 :  Borussia Mönchengladbach
- 1995-1999 :  Schalke 04
- 1999-2003 :  TSV Munich 1860
- 2003-2004 :  FC Hansa Rostock

## Palmarès
- Vainqueur de la Coupe de l'UEFA en 1997 avec Schalke 04
- Vainqueur de la Coupe d'Allemagne en 1995 avec le Borussia Mönchengladbach
- Meilleur buteur du championnat d'Allemagne en 2000 (19 buts) et 2002 (18 buts)